# Le Petit Chaperon rouge (film, 1997)
 (juillet 2025).
Pour les articles homonymes, voir Le Petit Chaperon rouge (film).
Pour plus de détails, voir Fiche technique et Distribution.
Le Petit Chaperon rouge (Little Red Riding Hood) est un court métrage américain en noir et blanc réalisé par David Kaplan (en) en 1997. Il s'agit d'une adaptation du conte Le Petit Chaperon rouge.

## Synopsis
Trois personnages sont mis en scène, le petit chaperon rouge (Christina Ricci), le loup et la grand-mère, tandis qu'un narrateur raconte l'histoire en voix off.

## Distribution
- Christina Ricci : le petit chaperon rouge
- Timour Bourtasenkov : le loup
- Evelyn Solann : la grand-mère
- Quentin Crisp : le narrateur

## Fiche technique
- Réalisation et scénario : David Kaplan
- Images : Scott H. Ramsey
- Montage : François Keraudren
- Création des décors : Charles Kulsziski
- Maquillage : Dionne Pitsikoulis
- Assistant réalisateur : Laura Robertson
- Musique : Claude Debussy, Prélude à l'après-midi d'un faune
- Producteurs : Rocco Caruso et Jasmine Kosovic
- Durée : 12 minutes

## Récompenses
Le film a été récompensé à l'Avignon Film Festival et l'Avignon/New York Film Festival en 1998 ainsi qu'au Williamsburg Brooklyn Film Festival en 1999. 